# Episodi di Una donna per amico (seconda stagione)
La seconda stagione della serie televisiva Una donna per amico è stata trasmessa su Rai 1 dal 7 aprile 2000 al 29 maggio 2000.
| Nº | Titolo               | Prima TV       |
| -- | -------------------- | -------------- |
| 1  | Le ombre del passato | 7 aprile 2000  |
| 2  | Verso il sole        | 14 aprile 2000 |
| 3  | Lontani              | 28 aprile 2000 |
| 4  | La bugia             | 5 maggio 2000  |
| 5  | Presunto padre       | 12 maggio 2000 |
| 6  | Ritrovarsi           | 19 maggio 2000 |
| 7  | Madre per davvero    | 22 maggio 2000 |
| 8  | Una stagione nuova   | 29 maggio 2000 |

## Le ombre del passato

### Trama
Laura e Piero stanno cercando di risolvere i problemi avuti in passato, e lui, collaborando con un'associazione umanitaria, pensa di partire per l'Africa, dove si trova Suor Mary. Ma Laura ha altro per la testa: una giovane paziente, Romina, muore durante il parto cesareo, e lei finisce sotto inchiesta. Tutto sembra contro di lei, in quanto tutte le analisi della donna erano nella norma, ma sembra che la madre della ragazza e il fratello non dicano tutta la verità. Romina, infatti, era affetta da una malattia congenita al cuore, che sarebbe peggiorata con una gravidanza, ma la paura di perdere il marito Roberto aveva preso il sopravvento sulla razionalità. Intanto Laura deve occuparsi di un'altra donna, incinta e già mamma di una bimba, che sembra rifiutare l'idea di avere un fratellino. Risolta la questione, Laura e Piero partono per l'Africa con Dado, mentre Francesca rimane a Roma con la nonna. 

## Verso il sole

### Trama
Laura fatica ad adattarsi al nuovo ambiente ed entra in conflitto con il dottor Jan Hansen su un caso di infibulazione: una puerpera, Samira, chiede di essere reinfibulata dopo il parto, e la sua famiglia desidera che anche la piccola Fatma, figlia di Samira, subisca questa mutilazione. Mentre Jan invita Laura a rispettare le consuetudini del luogo, la dottoressa, approfittando di un'incertezza della puerpera, riesce a trattenere la bambina ancora per qualche giorno in ospedale, evitando che il padre e la nonna della piccola la riportino al villaggio. Pochi giorni dopo, però, la famiglia della bambina riporta lei e Samira al villaggio, ma Fatma fugge, facendo ricredere la sua famiglia sull'infibulazione. Intanto, Piero deve tornare in Italia: la madre è stata ricoverata in ospedale per un malore, dato dal fatto che Francesca le ha confessato di aver fatto per la prima volta l'amore con il suo ragazzo Leo.
- Altri interpreti: Primo Reggiani (Leo).

## Lontani

### Trama
Al Policlinico, viene ricoverata una giovane popstar, Azzurra, che è incinta ma vorrebbe abortire. I dubbi, però, la assalgono, e cambia idea. Ciò non è visto positivamente dal suo manager, che considera la gravidanza della ragazza come un intralcio alla sua promettente carriera. Alla fine, Azzurra tiene il bambino e si riconcilia con il suo fidanzato. Intanto, in Africa, Dado si intossica bevendo acqua infetta: Jan lo salva, e questo suscita in Laura un sentimento molto forte per il collega.
- Altri interpreti: Arianna Martina Bergamaschi (Azzurra).

## La bugia

### Trama
Silvia e Marco vivono insieme e sono amici fraterni: lei è una donna single e lui invece è omosessuale. Silvia, però, arrivata a trentaquattro anni, sente la mancanza di un figlio, e chiede a Marco di donare il seme. Marco inizialmente rifiuta, in quanto è sentimentalmente legato a Luca e teme che la scelta di aiutare Silvia in questo senso può mettere a rischio questo rapporto. Poi, però, Silvia e Marco decidono di recarsi in ospedale, fingendosi fidanzati. Silvia rimane incinta, ma l'incontro con quello che diventa l'uomo della sua vita rimette in discussione la sua scelta. 
- Altri interpreti: Paolo Maria Scalondro (Marco), Paolo Conticini (Luca).

## Presunto padre

### Trama
Giada è una ragazza che sta scontando una pena in carcere con l'accusa di aver tentato di uccidere il fratello tossicodipendente. La ragazza si scopre incinta, ma non riesce a spiegarsi come quel bambino possa essere stato concepito, dato che da quando è in carcere non ha avuto rapporti sessuali, neanche con il suo amante e avvocato Lorenzo. Nessuno le crede, ma dopo qualche tempo Laura scopre che Giada era stata sottoposta ad un intervento chirurgico alle tonsille, e quando era sotto anestesia un infermiere aveva abusato di lei. Intanto Lydia, la sorella di Laura, viene operata per una mola vescicolare.
- Altri interpreti: Peppe Zarbo (Lorenzo), Maddalena Maggi (Giada)

## Ritrovarsi

### Trama
Una ragazza partorisce e lascia il bambino in ospedale, in modo che qualcuno lo possa adottare. Purtroppo il bimbo è affetto da una malformazione, il labbro leporino, e nessuno sembra volersi prendere la responsabilità dell'adozione. L'unico che potrebbe curare il bimbo è il chirurgo plastico Paolo Bellardi, che però nella vita privata ha vari problemi. La relazione di Bellardi con una donna molto più giovane, Marta ha messo in crisi il rapporto con il figlio, il quale prova un grande rancore verso il padre. Intanto, Marta decide di volere un figlio da Bellardi, che però le esprime varie perplessità. La ragazza, comunque, non cambia idea e si fa togliere la spirale, rimanendo presto incinta, ma la bambina che aspetta sembra avere dei problemi. Alla fine, Bellardi riesce a superare le sue difficoltà private e insieme a salvare il bimbo malformato.
- Altri interpreti: Barbara Livi (Marta), Pino Colizzi (Paolo Bellardi), Paolo Ricci (Antonio), Maria Pia Calzone (Patrizia Sorrentino), Francesco Pannofino (Nicola Sorrentino)

## Madre per davvero

### Trama
Arianna e suo marito Fabio aspettano un bambino, ma, a seguito di un incidente, la donna entra in coma. Il bimbo viene fatto nascere, ma Arianna non si risveglia. Sarà l'incontro con la giovane attrice Giulia, che si trova in ospedale per entrare nel suo prossimo ruolo, a riportare Arianna e la sua famiglia alla vita.
- Altri interpreti: Francesca Rettondini (Arianna), Giada Desideri (Giulia), Alessandro Preziosi (Marcello),

## Una stagione nuova

### Trama
Maria e Nunzia sono gemelle e sono legatissime tra loro. Nunzia, sposata con Filippo e madre di una bambina, cerca in tutti i modi di aiutare Maria a riuscire ad avere un figlio. Maria, infatti, non è mai riuscita ad averne per via della malattia del marito Aldo, ormai morto. Il marito di Nunzia viene suo malgrado coinvolto nella vicenda, trovandosi costretto a spacciarsi per il marito di Maria. L'inganno di Maria viene però alla luce: Laura e Maria si chiariscono, e Nunzia decide di fare un ultimo tentativo per aiutare la sorella, offrendo il suo utero. Le sorelle decidono di recarsi a Londra, ma Filippo si rivolge a Laura affinché parli con loro e le faccia ragionare. Intanto, Laura scopre di aspettare un altro figlio.